# Ponte Morandi
O viaduto Polcevera da Autoestrada A10, também conhecido como ponte Morandi, foi uma ponte estaiada atravessando o rio Polcevera, a oeste de Gênova. Encontrava-se entre os bairros de Sampierdarena e Cornigliano.
A ponte, projetada pelo engenheiro Riccardo Morandi, foi construída entre 1963 e 1967 pela Società Italiana per Condotte d'Acqua. Foi inaugurada em 4 de setembro de 1967, com a presença do então presidente da República Giuseppe Saragat. Seu comprimento era de 1.182 metros e a pista encontrava-se a uma altura de 45 metros. Os pilares alcançavam até 90 metros e o vão máximo era de 210 metros.

## Acidente
Em 14 de agosto de 2018, a parte da ponte sobre a zona fluvial e industrial Sampierdarena desabou no momento em que vários automóveis e caminhões passavam por ela, causando 43 mortes.
Entre as possíveis causas investigadas, estavam a corrosão de elementos estruturais da ponte. Em 1979. o engenheiro Morandi já havia publicado um relatório técnico chamado "O comportamento de longo prazo dos viadutos submetidos a tráfego pesado localizado em um ambiente hostil: o viaduto sobre a Polcevera, em Gênova", alertando que a estrutura deveria passar por obras de reforço. Em seu estudo, o engenheiro concluiu que em poucos anos, seria necessário remover os pontos de corrosão nos reforços expostos, injetar resinas onde fosse necessário e aplicar elastômeros de resistência. Morandi também concluiu que a estrutura, submetida a ventos marinhos, direcionados para o vale do rio Polcevera, criava uma atmosfera de alta salinidade, associada a uma mistura de fumaça saturada de vapores ácidos altamente corrosivos, emitida pelas chaminés das siderúrgicas situadas no vale. Os vapores ácidos teriam agido nas superfícies externas estruturais, que apresentavam evidências de ataque de origem química, com perda de resistência superficial também do concreto. Nas investigações preliminares, e considerando o relatório de Morandi, as autoridades italianas suspeitaram que possa ter havido a ruptura de um dos cabos de aço que sustentavam a estrutura, causando o acidente, que fez ruir um trecho de duzentos metros da ponte.

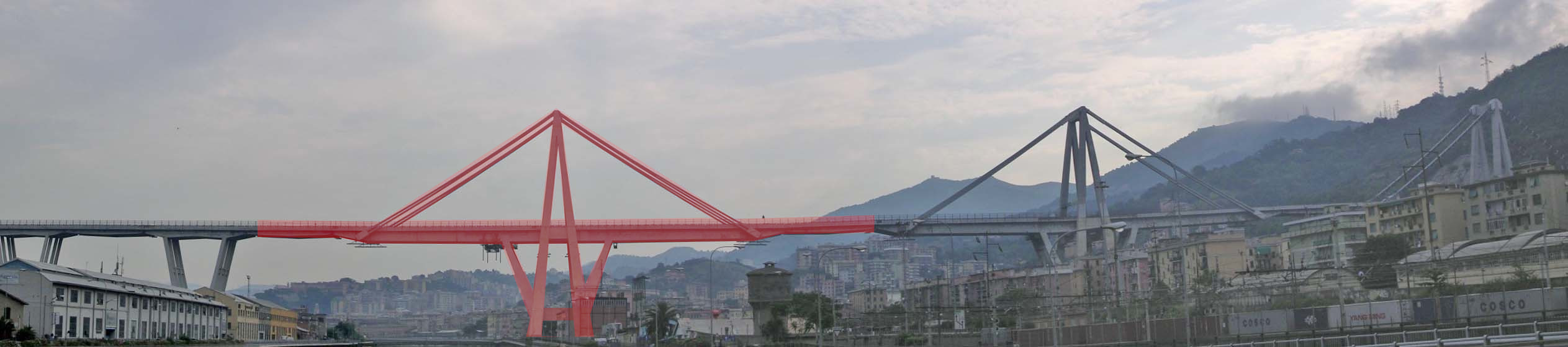
O acidente provocou o colapso da parte central da ponte (destaque em vermelho)

### Demolição
Em fevereiro de 2019, o que restou da ponte começou a ser demolido. A decisão foi que uma nova ponte seria construída, com 1 190 metros de extensão e 19 pilares com espaçamento de 50 metros. A demolição foi finalizada em junho de 2019.

### Nova ponte
A nova ponte foi projetada arquiteto Renzo Piano, de 82 anos, que nasceu em Génova e que, por isso, decidiu ficar responsável pelo projeto sem qualquer custo. Nas suas palavras, será “uma ponte bonita, tão bonita como a beleza de Génova” e “muito genovesa”, ou seja, “simples, mas sem ser banal”.
A nova ponte chama-se “Génova San Giorgio" e é inaugurada em 3 de agosto de 2020.
Esta ponte não vai ficar sozinha. Outra empresa italiana — Stefano Boeri Architecture — apresentou o seu projeto para construir um caminho pedonal que andará à volta da nova ponte de Piano.